# I-17 (航空機)

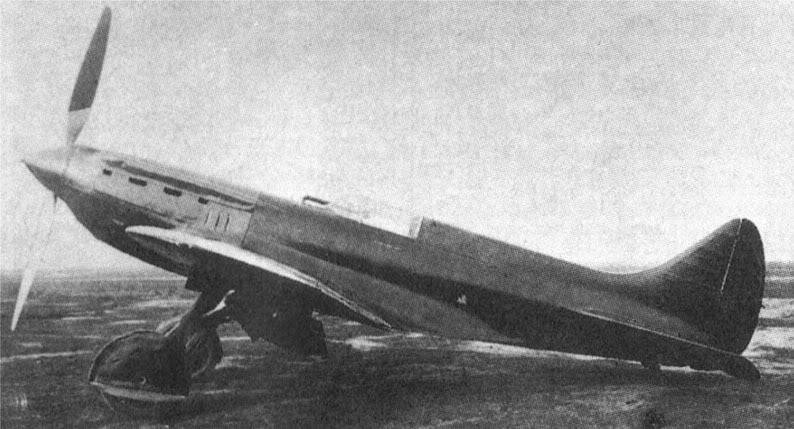
I-17

I-17（ロシア語：И-17 イー・スィムナーッツァチ）は、I-16の後継機としてポリカールポフ設計局が開発したソ連の戦闘機。初飛行は1937年。ロシアでは、同時期に開発された戦闘機としてBf109やスピットファイアと比較される。

## バリエーション
TsKB-15
567kW（760hp）のイスパノ・スイザ 12Ybrs エンジンを搭載した最初の試作機。
TsKB-19
M-100 エンジン（イスパノ・スイザ 12Ybrsのライセンス生産型）を搭載した2番目の試作機。
TsKB-25
ミクーリン AM-34RNFを搭載した寄生虫戦闘機。I-17Zの名でも知られる。構想のみに留まる。
TsKB-33
兵装を減らした3番目の試作機。
TsKB-43
新たなイスパノ・スイザエンジンを搭載した機体。構想のみに留まる。
これらの機体は近代的な構造をしていたが、諸々のトラブルにより開発は中止され、その後赤色空軍の主力はヤコヴレフ設計局（Yak）やラボーチキン設計局（La）の開発した戦闘機が担っていくことになった。